# ایزه‌فورده
ایزه‌فورده (به هلندی: IJzevoorde) یک منطقهٔ مسکونی در هلند است که در دوتینخم واقع شده‌است.